# Théodore Agrippa d’Aubigné

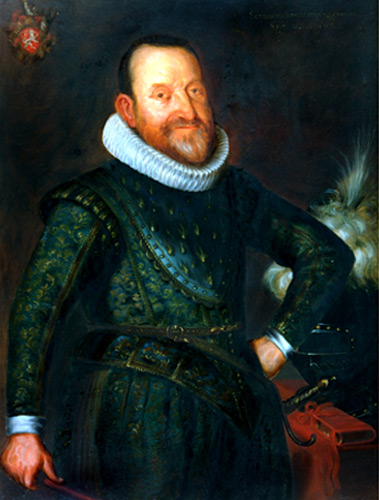
Théodore Agrippa, chevalier d’Aubigné

Théodore Agrippa, chevalier d’Aubigné (* 8. Februar 1552 auf dem Schlösschen Saint-Maury bei Pons, heute im Département Charente-Maritime; † 9. Mai 1630 in Jussy bei Genf), war ein französischer Adeliger und protestantischer Militär. Mit seinem Epos Les Tragiques war er sicher der sprachmächtigste französische Autor seiner Epoche, des frühen Barock.

## Leben und Schaffen

### Kindheit und Jugend
D’Aubigné war erstes Kind seiner Eltern, die beide der ersten schon calvinistisch erzogenen Generation angehörten. Sein Vater war Jean d’Aubigné seigneur de Brie en Xaintonge. Die Mutter, Damoiselle Catherine de l’Estang, starb bei seiner Geburt.

Armes de la famille d’Aubigné das Wappen der Familie

 Er hatte zwei Brüder und eine Schwester Emmanuel, Noël und Esther d’Aubigné.
Eines seiner prägendsten Erlebnisse soll für den zehnjährigen d’Aubigné eine Reise mit seinem Vater nach Paris gewesen sein. Als sie in Amboise Halt machten, sah er die aufgespießten Köpfe von hingerichteten protestantischen Anführern der sogenannten Verschwörung von Amboise (1560). Es war der Auftakt der langjährigen und auf beiden Seiten zum Teil grausam geführten Hugenottenkriege.
Da er früh Unterricht in den alten Sprachen bekommen und Talent hierfür bewiesen hatte, wurde er mit zehn Jahren zu dem protestantischen Pariser Humanisten Mathieu Béroalde († 1576) zum Unterricht gegeben. Wenig später, bei Ausbruch des ersten Hugenottenkriegs, der von 1562 bis 1563 dauerte, flüchtete er mitsamt seiner Schule nach Orléans, das von protestantischen Truppen gehalten wurde und wo sein Vater stellvertretender Befehlshaber war. Nach dem Fall der Stadt, bei dem der Vater ums Leben kam, wurde d’Aubigné von Verwandten nach Genf geschickt, wo er bei dem Humanisten und Reformator Théodore de Bèze seine Schulzeit fortsetzte. Mit vierzehn floh er aus Genf und geriet in Lyon an Loys d’Arza, der ihn mit der Astrologie und Magie vertraut machte. Hiernach lebte er bei einem Vormund in der Saintonge.

### Anfänge als Militär, Begegnung mit dem späteren Heinrich IV., erste Gedichte
Mit sechzehneinhalb floh er abermals, diesmal um sich den protestantischen Truppen im inzwischen dritten Hugenottenkrieg, der von 1568 bis 1570 dauerte, anzuschließen. Hierbei lernte er den ein Jahr jüngeren Heinrich von Navarra kennen, den Anführer des protestantischen Lagers und späteren König Heinrich IV.
Nach dem Friedensschluss von Saint-Germain wurde d’Aubigné von der Familie seiner Mutter in der Beauce aufgenommen. Dort begegnete er 1571 auf einem Nachbarschlösschen Diane Salviati (1550–1575), einer Nichte von Cassandre Salviati, die um 1550 von Pierre de Ronsard besungen worden war. Er verliebte sich und widmete ihr in den folgenden zwei Jahren Sonette, Oden und Stanzen im Stil Ronsards und der Pléiade-Schule, La Pléiade – allerdings vergeblich, denn sie blieb abweisend und war überdies auch versprochen. D’Aubigné vereinigte später die Gedichte zwar unter dem Titel Printemps (franz. Frühling) in einem Sammelband, ließ diesen aber ungedruckt (erschienen erst 1874).

### Die Jahre nach der Bartholomäusnacht, erste Pläne für ein Epos
Am 18. August 1572, bei der Hochzeit Heinrichs von Navarra mit Margarete von Valois (der Schwester König Karls IX.) war auch d’Aubigné in Paris, floh aber wenige Tage später, weil er bei einer Rauferei einen Soldaten der Stadtwache verletzt hatte. Er entging so dem Massaker in der Nacht vom 23. zum 24. August 1572 (Bartholomäusnacht), bei dem die katholische Partei das calvinistische Lager um ihren Einfluss bringen wollte. Kurz darauf, da die Massaker sich auch auf die Provinzen ausdehnten, wurde er aber bei einem Anschlag auf sein Leben schwer verletzt. Er konnte sich in das nahe Schlösschen von Diane Salviati retten, um in ihren Armen, wie er sich ausmalte, zu sterben.
Auf dem Krankenlager will er unter dem Eindruck der blutigen jüngsten Ereignisse eine Vision gehabt haben, die ihm den Plan zu einem Epos eingab. Es sollte aus seiner calvinistischen Sicht vom tragischen Schicksal der französischen Protestanten handeln, ihrer grausamen Verfolgung durch die katholische Partei und die von dieser instrumentalisierten Staatsgewalt.
1573, angesichts der nahenden Heirat Dianes, ging d’Aubigné nach Paris und trat als Schildknappe (écuyer) in den Dienst Heinrichs IV., auch Heinrich von Navarra, der seit der Bartholomäusnacht am Hof unter Arrest lebte.
Er nahm am Hofleben teil und suchte in Paris Kontakt zu Literaten, denn 1574 gab er ein Gedicht auf den Tod des Dramatikers Étienne Jodelle in Druck, eines Mitglieds von La Pléiade.
Anfang 1576 konnte er seinem Herrn zur Flucht aus Paris verhelfen. Er blieb an Heinrichs Seite, als dieser rekonvertierte und im nunmehr sechsten Hugenottenkrieg von 1576 bis 1577 den Kampf der Protestanten unter seiner Führung wieder aufnahm. Im Jahre 1577 wurde d’Aubigné schwer verletzt. Auf dem Krankenbett diktierte er angeblich erste Passagen des vier Jahre zuvor konzipierten Epos Les Tragiques.
Nach seiner Genesung überwarf er sich mit Heinrich IV., der ihm zu politisch, also nicht radikal genug dachte, und zog sich auf ein Landgut in Westfrankreich zurück. Hier heiratete er am 6. Juni 1583 Suzanne de Lezay de Lusignan, Dame de Surimeau et Mursay (1562–1595). Seine erste Frau bekam hintereinander rasch zwei Töchter und einen Sohn. Den siebten Hugenottenkrieg von 1579 bis 1580 und den Beginn des langen achten von 1585 bis zum Kriegsende 1598 erlebte er im selbstgewählten Abseits.

### Der hohe Militär und Verwaltungsbeamte
1587 hielt es ihn dort nicht mehr und er kehrte zurück in die Dienste Heinrich IV. Dieser war im Jahre 1584, nach dem Tod des jüngeren Bruders des kinderlosen Königs Heinrich III., zum Thronanwärter aufgerückt, sah sich aber der mächtigen Allianz der Katholischen Liga gegenüber, die mit Hilfe Spaniens und Savoyen-Piemonts den Calvinismus zurückdrängen wollte und einen eventuellen protestantischen König zu verhindern trachtete.
Heinrich von Navarra trug sich etwa um das Jahr 1586 mit Heiratsgedanken. Er wollte Diane d’Andouins – wie im Übrigen viele seiner anderen Mätressen – ehelichen. Der König bat seinen engen Vertrauten d’Aubigné um dessen Meinung zu den Eheplänen. Dieser riet ihm davon ab, und Heinrich versprach daraufhin, sein Vorhaben vorläufig ruhen zu lassen. Aufgrund d’Aubignés Intervention wurde Diane d’Andouins für den Rest ihres Lebens seine erbitterte Feindin. Diane d’Andouins hatte derart großen Einfluss auf Heinrich, das d’Aubigné in seinem Pamphlet Confession catholique du sieur de Sancy schrieb, sie könne „diesen Prinzen drehen und wenden, wie sie wolle“ (französisch: „[…] tourne et remuë ce Prince comme elle veut […]“).
D’Aubigné nahm an den Kämpfen gegen die katholische Liga teil, wobei es anfangs vor allem um den Erhalt der militärischen Schlagkraft des protestantischen Lagers ging, nach 1589, der Ermordung von Heinrich III., zunehmend aber um die Durchsetzung der Thronansprüche Heinrichs von Navarra. In diesen Jahren war d’Aubigné nicht nur hoher Militär, sondern bekleidete auch hohe Verwaltungsämter in den westfranzösischen Provinzen, die von den Protestanten kontrolliert wurden.
1593 versuchte er vergeblich, Heinrich von einer neuerlichen Konversion abzuhalten, mit der jener die Duldung von Teilen des katholischen Lagers zu erkaufen und den Thron zu sichern gedachte. Enttäuscht über Henris „Verrat“ an der Reformation zog sich d’Aubigné erneut zurück auf sein Landgut.

### Rückzug ins Private und Arbeit als Autor

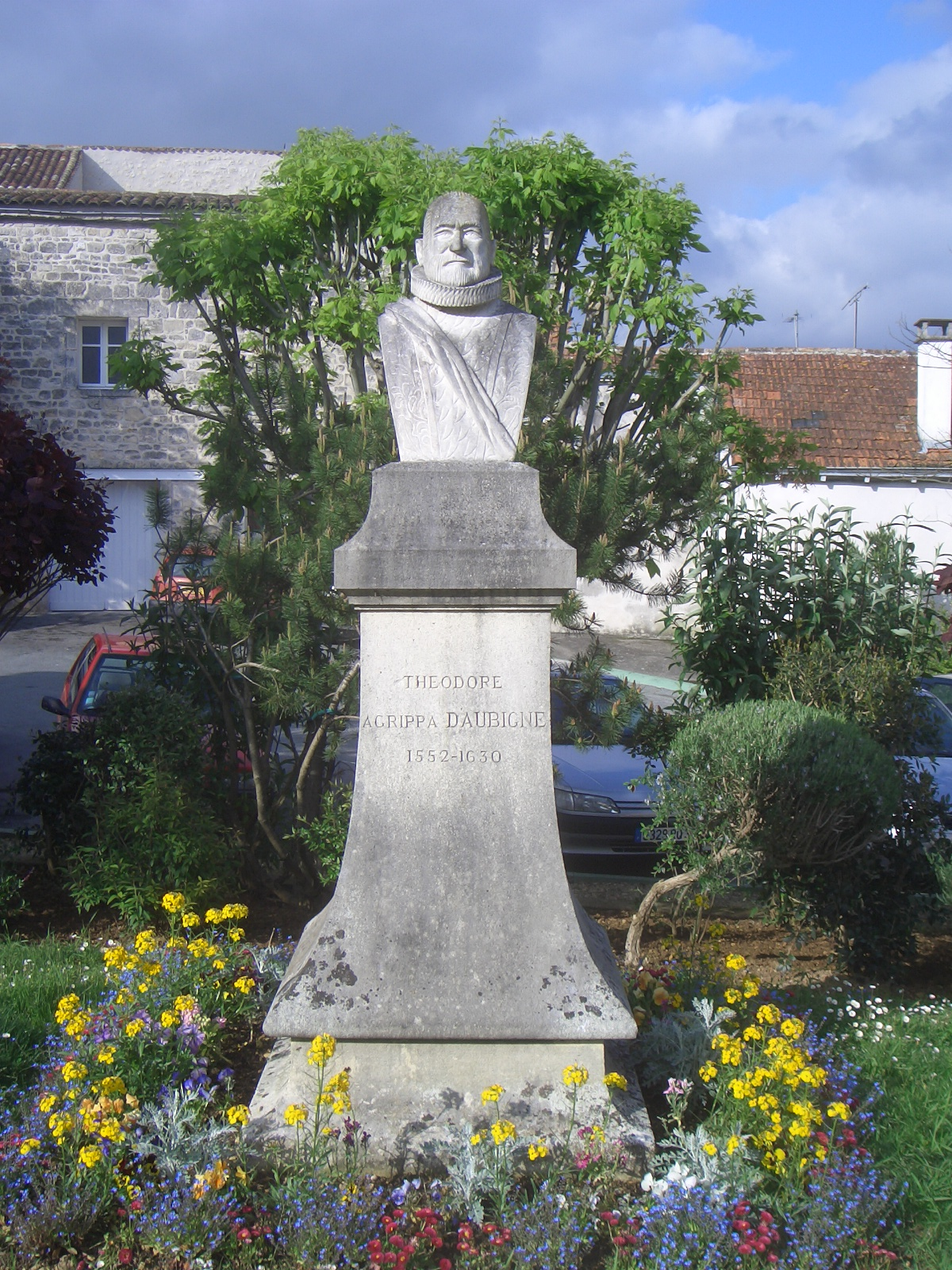
Büste von Théodore Agrippa d’Aubigné in Pons

Hier erlebte er den frühen Tod seiner Frau im Jahre 1595, die ihn mit den drei Kindern zurückließ.
Vor allem aber schrieb er nun. So stellte er endlich Les Tragiques fertig, deren „Gesänge“ eins bis drei die Not des Volkes, die Verderbtheit des Hofes und die Willkür der katholisch beherrschten Gerichtsbarkeit zeigen, vier und fünf den Leidensweg der Protestanten, insbesondere in der Bartholomäusnacht, sechs die Rache Gottes an den Ungerechten von Kain bis in die Gegenwart und sieben eine Vision des Jüngsten Gerichts. Zum Druck gab er das in paarweise reimenden Alexandrinern verfasste Epos vorerst jedoch nicht.
1597 begann er die romanartige Satire La Confession catholique du Sieur de Sancy, worin er, der aufrechte Protestant, den Opportunismus geißelt, mit dem viele Ehrgeizlinge dem Beispiel ihres Königs folgend konvertiert waren, um besser Karriere zu machen.
Im Jahre 1600 trat er in eine Verbindung mit Jacqueline Chayer (1559–1636), seiner zweiten Ehefrau.
Ab 1601 arbeitete er an dem Werk, das ihm selbst sein wichtigstes war: die Histoire universelle, eine umfangreiche Geschichte der Religionskriege samt ihren europäischen Verästelungen aus der Sicht eines direkt Beteiligten.
Ganz zurückgezogen blieb er allerdings nicht. So scheint er im Jahr 1600 in Paris an fruchtlosen katholisch-protestantischen Religionsgesprächen teilgenommen zu haben, und 1607 verhinderte er als Wortführer der Kompromisslosen, der „fermes“, eine Annäherung der beiden Konfessionen. Denn sie hätte ja bedeutet, dass die Protestanten ihren Peinigern hätten vergeben müssen, womit diese der Gottesrache vielleicht entzogen worden wären, die ihnen Les Tragiques verkündet hatten. Auch mit Pamphleten bekämpfte d’Aubigné die Kompromissler unter den Protestanten, die „prudents“.
Ebenfalls 1607 stellte er die Confession catholique fertig, wiederum ohne das Werk zu publizieren (das erst 1660 in Köln erschien).

### Die Zeit nach dem Tod von Heinrich IV. und die letzten Jahre in Genf
Nach der Ermordung von König Heinrich IV. und der Übernahme der Regierungsgeschäfte durch die Regentin Maria von Medici (1610) gelang ihm keine dauerhafte Rückkehr an den Hof. Vielmehr beteiligte er sich an Versuchen des wiederbelebten protestantischen Lagers, seine Positionen im Land zu sichern. So nahm er 1611 in Saumur an einer Versammlung von Mandatsträgern protestantischer Gemeinden teil; 1615 kämpfte er als hoher Offizier in einer protestantischen Armee gegen königliche Truppen.
1616 erschien, in der westfranzösischen Kleinstadt Maillé-sur-Sèvre und unter einem Pseudonym, Les Tragiques, das nun jedoch, mehr als dreißig Jahre nach seiner ersten Konzeption, hier und dort obsolet wirken musste, selbst wenn die Thematik nach wie vor aktuell war.
Inzwischen hatte d’Aubigné denn auch ein wiederum satirisches romanartiges Werk begonnen, Les aventures du baron de Faeneste. Es kontrastiert in einer locker strukturierten Handlung den Titelhelden, einen lächerlichen aber selbstbewussten katholischen Höfling, mit einem gebildeten protestantischen Landedelmann, hinter dem der Autor selbst erkennbar ist. Teil I und II erschienen 1617, Teil III 1619, alle ebenfalls in Maillé-sur-Sèvre.
Etwa gleichzeitig ging, wiederum in Maillé-sur-Sèvre, die Histoire universelle in den Druck: Band I kam 1618 heraus, Band II 1619.
Als eine große Enttäuschung erlebte d’Aubigné 1618, dass sein Sohn (wie seine Romanfigur Sancy) konvertierte. Er enterbte ihn im Zorn und bewirkte so, dass seine Nachkommen im Mannesstamm verarmten, darunter seine Enkelin Françoise d’Aubigné, die allerdings, nach einem Zwischenspiel als bürgerliche Madame Scarron, Mätresse von Ludwig XIV. und schließlich als Madame de Maintenon dessen Gattin „linker Hand“ wurde.
1620 beteiligte sich d’Aubigné an einer Verschwörung gegen Charles d’Albert, duc de Luynes, einen Günstling des jungen Ludwig XIII. Nach deren Scheitern wurde er aus Frankreich verbannt. Entsprechend wurde die dreibändige Ausgabe der Histoire universelle, die im selben Jahr herauskam, im Parlement de Paris verurteilt und vom Henker verbrannt.
D’Aubigné fand Asyl in Genf, dem geistigen Zentrum des frankophonen Protestantismus, wo er in Stadtnähe ein verfallenes Schlösschen restaurierte und 1623 nochmals heiratete.
Als 1621 die königliche französische Armee einmal mehr einen Feldzug gegen die Truppen der Protestanten führte, wurde er als erfahrener Militär beauftragt, die Verteidigung von Genf gegen einen eventuellen Angriff vorzubereiten.
Seine letzten Jahre füllte er wieder mit Schreiben. So verfasste er kleinere staatstheoretische Schriften sowie Pamphlete gegen de Luynes. Er überarbeitete sein Epos Les Tragiques und publizierte es, nun unter seinem Namen, in Genf (1623 oder 1625). Er führte den Faeneste fort, dessen vierter Teil allerdings erst 1630 in seinem Todesjahr in Genf erschien.
Am 23. April 1623 heiratete d’Aubigné ein drittes Mal, seine letzte Ehefrau war die geborene Renée Burlamacchi (1568–1641).
Im Jahre 1627 begann er einen vierten Band seiner Histoire, der die Zeit nach 1610 darstellen sollte, aber unvollendet blieb. Daneben verfasste er die Autobiografie Sa vie à ses enfants (franz. Sein Leben, seinen Kindern [gewidmet]; gedruckt erst 1729). Unter dem Titel L’Hiver (franz. der Winter) stellte er einen Band überwiegend religiöser Gedichte aus seinen mittleren Jahren zusammen (gedruckt 1630).

## Nachleben
Wohl bei kaum einem französischen Autor klaffen die Entstehungszeiten und die Erscheinungsdaten der Werke so oft und so weit auseinander wie bei d’Aubigné, mit dem Effekt, dass er die ursprünglich anvisierte Leserschaft meistens nicht mehr erreichte und dass sein Schaffen bei den Zeitgenossen fast unwirksam blieb. Hinzu kam, dass er auch in der Wahl seines wichtigsten Druckortes, des peripheren Städtchens Maillé, eher nachlässig war. Offensichtlich sah er selbst sich mehr als literarisch nur dilettierenden Edelmann denn als Autor. Den ihm gebührenden Platz in der Literaturgeschichte verdankt er erst seiner Entdeckung durch die Romantiker, die ihn bewunderten, insbesondere Victor Hugo. Im klassizistisch und katholisch geprägten kulturellen Gedächtnis der Franzosen ist er bis heute nur eine marginale Figur.

## Werke (Auswahl)
- Les Tragiques, Maillé 1616, 2. Aufl. Genf 1623 oder 1625. Hrsg. Jean-Raymond Fanlo. Garnier, Paris 2022.
- Histoire universelle 1550–1601, Maillé 1616–20 (1620 auf richterlichen Befehl in Paris durch Henkershand verbrannt).
- Les Aventures du baron de Faeneste, Maillé 1617–19, Band IV Genf 1630. Kritisch herausgegeben von Jean-Raymond Fanlo, Marie-Madeleine Fragonard, Gilbert Schrenck und Marie-Hélène Servet. Classiques Garnier, Paris 2022.
- La Confession catholique du sieur de Sancy, Köln 1660, Paris 1693.
- Sa vie à ses enfants, gedruckt als Histoire secrète, écrite par lui-même, Köln 1729 bis 1731.